# Сукачёв, Василий Георгиевич
Василий Георгиевич Сукачёв — советский военно-морской деятель, инженерный работник, старший военный представитель РККФ в Ленинграде, инженер-капитан 1-го ранга (1940).

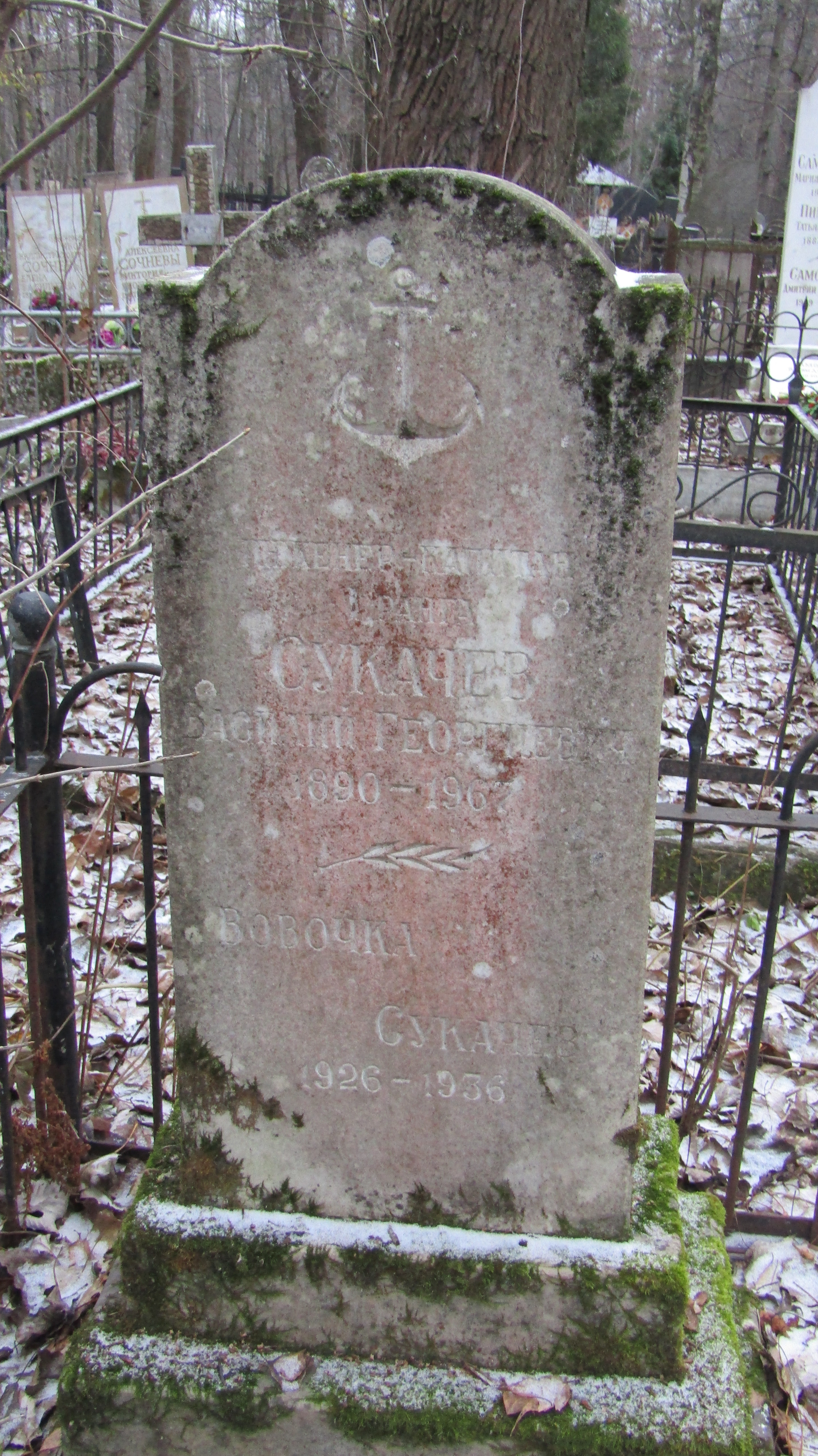
Могила Сукачёва В.Г. Серафимовское кладбище, Санкт-Петербург.

## Биография
Украинец, из семьи служащих, на российском императорском флоте с 1909, в РККФ с ноября 1917, член ВКП(б) с 1939. Окончил Морской кадетский корпус в 1914 с производством в корабельные гардемарины. Участник Гражданской войны на Балтийском флоте. Участвовал в Ледовом переходе из Гельсингфорса в Кронштадт на линейном крейсере "Республика" в ложности трюмного инженер-механика в марте 1918. Сражался против белогвардейцев и японских войск с 1921 по 1922 на Дальневосточном фронте. Затем до 1935 работал на руководящих должностях в управлении безопасностью кораблевождения на Дальнем Востоке, был районным инженером контрольно-приёмного аппарата в Омске. В 1939 военпред в Ленинграде. В годы Великой Отечественной войны районный инженер контрольно-приёмного аппарата гидрографического управления ВМС РККА. Под его руководством проходила приёмка штурманского вооружения и навигационного оборудования от заводов оборонной промышленности. Во время обороны Ленинграда проводил эвакуацию гидроштурманского имущества, чертежей, заводского оборудования в тыловые склады; тем самым помогая развёртыванию производств на новых местах.
Скончался в Ленинграде в 1967 г. Похоронен на Серафимовском кладбище.

### Звания
- Инженер-механик-мичман (16 июля 1914);
- Инженер-флагман 3-го ранга (29 мая 1939);[2][3]
- Инженер-капитан 1-го ранга (8 июня 1940)[4].

### Награды
- Орден Ленина (1945);
- Орден Красного Знамени (1944);
- Орден «Знак Почёта» (1943);
- Юбилейная медаль «XX лет Рабоче-Крестьянской Красной Армии» (1938);
- Медаль «За победу над Германией в Великой Отечественной войне 1941—1945 гг.» (1945).